# Cristian Renato
Cristian Renato Gonçalves Riquelme (Ponta Porã, 18 de fevereiro de 2000), conhecido como Cristian Renato ou apenas Cristian, é um futebolista brasileiro que atua como atacante do Mirassol.

## Carreira
Natural de Ponta Porã, Mato Grosso do Sul, Cristian já jogou nos times: Lemense, XV de Jaú, Grêmio Osasco, Marília e Juventus-SP quando era jovem. Ele fez sua estreia profissional com o Juventus-SP na Copa Paulista de 2020 como zagueiro, posteriormente passou para a posição de volante e depois atacante.
No dia 2 de abril de 2022, após ser titular regular da Juventus no Campeonato Paulista - Série A2, Cristian assinou pelo Mirassol. No dia 21 de dezembro, após ajudar este último a conseguir a promoção da Série C como campeão, foi emprestado ao Marcílio Dias.
De volta ao Mirassol para a Série B de 2023, Cristian foi utilizado regularmente pelo time antes de se juntar ao Boavista, também por empréstimo, em 8 de janeiro de 2024. Em 5 de abril, foi anunciado no Figueirense, também em um acordo temporário.
Em 27 de agosto de 2024, o empréstimo de Cristian ao Figueirense foi interrompido, e ele retornou ao Mirassol quando o clube conquistou sua primeira promoção à Série A do Campeonato Brasileiro. Em 7 de janeiro de 2025, foi emprestado ao Joinville.
De volta ao Mirassol em março de 2025, Cristian estreou na primeira divisão em 6 de abril desse ano, marcando o gol de empate em casa por 1 a 1 contra o Fortaleza; seu gol garantiu o primeiro ponto do clube na primeira divisão.